# ايه جيه ماركوتشي
أنتوني "إيه جيه" ماركوتشي جونيور ولد31 اوت 1999هو لاعب كرة قدم أمريكي يلعب حاليًا كحارس مرمى لفريق نيويورك ريد بولز الأمريكي .

## حياة مهنية
لعب في الأكاديمية الأسقفية خلال المدرسة الثانوية. لعب كجزء من أكاديمية ابن فيوجن حتى عام 2017 

### الكلية والهواة
في عام 2017، التحق بكلية كونيتيكت للعب بكرة القدم الجامعية . مع فريق كمالز . ظهر ماركوتشي في 54 مباراة من أصل 55 مباراة للفريق بين عامي 2017 و2019؛ تم إلغاء موسم 2020 بسبب جائحة كوفيد -19 . أنهى ماركوتشي مسيرته بتسجيل 25 هدفًا في مسيرته المهنية، وهو رقم قياسي في المدرسة،
| النادي                  | موسم            | الدوري          | الدوري  | الدوري  | الكأس الوطنية | الكأس الوطنية | كونتيننتال | كونتيننتال | آخر     | آخر     | المجموع | المجموع |
| النادي                  | موسم            | قسم             | تطبيقات | الأهداف | تطبيقات       | الأهداف       | تطبيقات    | الأهداف    | تطبيقات | الأهداف | تطبيقات | الأهداف |
| ----------------------- | --------------- | --------------- | ------- | ------- | ------------- | ------------- | ---------- | ---------- | ------- | ------- | ------- | ------- |
| نيويورك ريد بولز الثاني | 2021            | بطولة USL       | 19      | 0       | —             | —             | —          | —          | —       | —       | 19      | 0       |
| نيويورك ريد بولز الثاني | 2022            | بطولة USL       | 14      | 0       | —             | —             | —          | —          | —       | —       | 14      | 0       |
| نيويورك ريد بولز الثاني | 2023            | MLS التالي برو  | 7       | 0       | —             | —             | —          | —          | —       | —       | 7       | 0       |
| نيويورك ريد بولز الثاني | المجموع الوظيفي | المجموع الوظيفي | 40      | 0       | 0             | 0             | 0          | 0          | 0       | 0       | 40      | 0       |

## روابط خارجية
- ايه جيه ماركوتشي  على سكروي